# General Manuel Belgrano megye
General Manuel Belgrano egy megye Argentína északkeleti részén, Misiones tartományban. Székhelye Bernardo de Irigoyen.

## Népesség
A megye népessége a közelmúltban a következőképpen változott:
| Év   | Lakosság |
| ---- | -------- |
| 2001 | 33 389   |
| 2010 | 42 902   |